# Cristian Barinaga
Cristian Andrés Omar Barinaga (La Plata, 5 febbraio 1990) è un calciatore argentino, attaccante del Guaraní A.F.

## Caratteristiche tecniche
È un centravanti.

## Carriera
Cresciuto nel settore giovanile del Quilmes, nel 2009-2010 ha militato in Primera División con la maglia del Colón (SF).